# باولو سيرجيو (لاعب كرة قدم مواليد 1954)
باولو سيرجيو دي أوليفيرا ليما (بالبرتغالية: Paulo Sérgio de Oliveira Lima‏) (مواليد 24 يوليو 1954) هو لاعب كرة قدم. يلعب مع منتخب البرازيل لكرة القدم. سبق له أن لعب في كأس العالم لكرة القدم مع منتخب بلاده.

## روابط خارجية
- باولو سيرجيو دي أوليفيرا ليما على موقع قاعدة بيانات كرة القدم.إي يو (الإنجليزية)
- باولو سيرجيو دي أوليفيرا ليما على موقع ناشيونال فوتبول تيمز (الإنجليزية)